# Archeologia pradziejowa

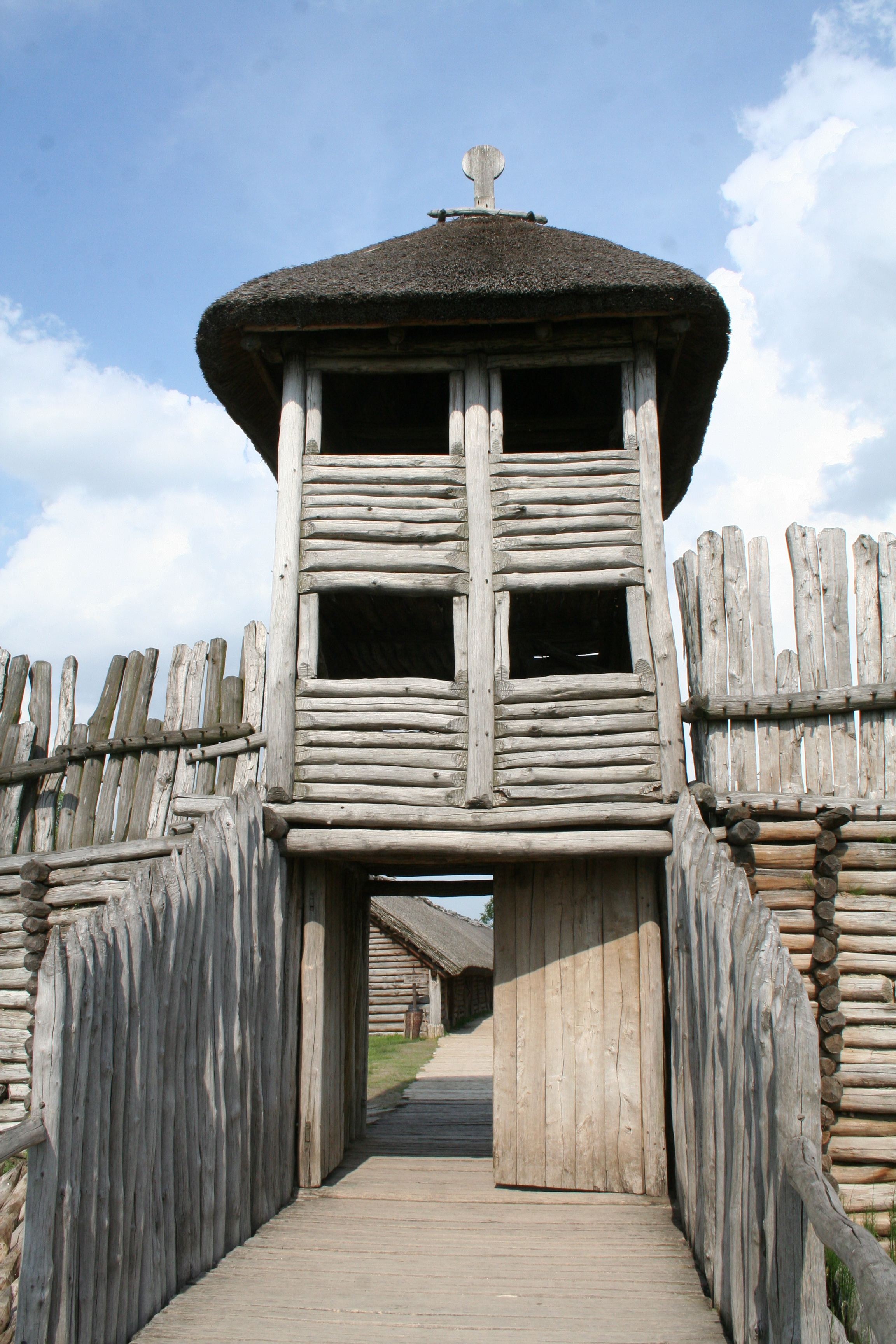
Rekonstrukcja pradziejowego budynku bramnego w osadzie z epoki brązu w Biskupinie

Archeologia pradziejowa – jeden z działów archeologii zajmujący się badaniem pozostałości materialnych społeczeństw ludzkich czasów przedhistorycznych. Obiektem badań archeologii pradziejowej są wszelkie znaleziska dotyczące społeczności powstałych od czasów najdawniejszych do wynalezienia pisma. Bada i interpretuje rozmaite artefakty działalności ludzi, takie jak znaleziska wydobyte podczas wykopalisk, malowidła naskalne czy petroglify.

## Historia
Już w XVIII wieku i wcześniej rozmaici badacze przeszłości zastanawiali się nad możliwością istnienia „człowieka przedpotopowego”. Jednak podwaliny pod współczesną dyscyplinę naukową położyły badania Jacques’a Boucher de Perthes, który w latach 30. XIX wieku zainteresował się narzędziami krzemiennymi znajdowanymi w mule rzeki Sommy. Z ich analizy stratygraficznej wywnioskował, że musiały one zostać wytworzone przez człowieka, jednak w okresie znacznie poprzedzającym biblijny Potop. W 1836 Christian Jürgensen Thomsen opublikował wyniki swoich badań nad periodyzacją dziejów ludzkości i wprowadził do obiegu naukowego rozróżnienie na epokę kamienia, epokę brązu i żelaza. Datę publikacji jego dzieła uznaje się za początek studiów naukowych nad archeologią pradziejową.
Mimo to w kolejnych dziesięcioleciach nowa dyscyplina rozwijała się w cieniu archeologii klasycznej, której rozwój wspierany był przez państwowe muzea i katedry uniwersyteckie. W odróżnieniu od niej, archeologią prehistoryczną interesowały się głównie rozmaite oddolne stowarzyszenia miłośników starożytności. Przykładowo w krajach niemieckich zainteresowanie historią tych ziem w czasach przed wynalezieniem pisma było ściśle powiązane z aktualną sytuacją polityczną: w miarę wzrostu popularności ruchów nacjonalistycznych na znaczeniu zyskiwały lokalne organizacje poszukujące germańskiej przeszłości, a w konsekwencji także szukające nowej tożsamości dla Niemców żyjących w kilkudziesięciu niewielkich państwach. W 1852 powstało zrzeszające takie organizacje stowarzyszenie Gesamtberein der deutschen Geschichts- und Altertumsvereine. Jego działalność doprowadziła do stworzenia dwóch muzeów zajmujących się przed-chrześcijańską i przed-rzymską Germanią (w Moguncji i Norymberdze), a z czasem także do zaakceptowania nowej dziedziny badań przez państwowe muzea i instytucje naukowe. Pierwszą katedrę archeologii pradziejowej na niemieckiej uczelni objął jednak dopiero w 1902 roku Gustaf Kossinna. Wzrost zainteresowania tą dziedziną zbiegł się w czasie ze wzrostem tendencji nacjonalistycznych i wzmocnieniem „dumy narodowej” mieszkańców nowo zjednoczonego Cesarstwa Niemieckiego. Kolejny wzrost zainteresowania poszukiwaniami historii prehistorycznych Niemiec nastąpił po dojściu do władzy NSDAP. Naziści chętnie wspierali badania nad Germanami i ludami zamieszkującymi Niemcy przed pojawieniem się na tych ziemiach wpływów Rzymu, stworzyli też dwie organizacje konkurujące między sobą o monopol w sprawach badań, opieki nad dziedzictwem starożytności i wykorzystania go do celów propagandowych: Ahnenerbe i Amt Rosenberg.
Także w Polsce archeologia pradziejowa rozwijała się relatywnie powoli. Wprawdzie już na przełomie XIX i XX wieku na Cesarskim Uniwersytecie Warszawskim dziedziną tą interesowało się kilku historyków (m.in. Józef Przyborowski i Adolf Pawiński), a od 1907 była ona obecna także w pracach Towarzystwa Naukowego Warszawskiego jako jedna z dyscyplin antropologicznych, jednak uznanie zyskała dopiero w latach 30. XX wieku. Jednym z punktów zwrotnych w rozwoju tej dziedziny nauk w Polsce było odkrycie w 1934 pozostałości osady kultury łużyckiej w Biskupinie.